# 危险驾驶罪
危险驾驶罪是《中华人民共和国刑法》第一百三十三条之一所规定的罪名，用于规管情节恶劣的追逐驾驶、醉酒驾驶、驾驶校车或营运客车超载或超速行驶，以及运输危险化学品危及公共安全的行为。该罪名于2011年随《刑法修正案（八）》新增，后于2015年在《刑法修正案（九）》中进行修订。自2019年起至2022年，该罪名是中华人民共和国各级检察机关在各类刑事犯罪中，起诉人数位居榜首的罪名。

## 现行法律条文
在道路上驾驶机动车，有下列情形之一的，处拘役，并处罚金：
（一）追逐竞驶，情节恶劣的；
（二）醉酒驾驶机动车的；
（三）从事校车业务或者旅客运输，严重超过额定乘员载客，或者严重超过规定时速行驶的；
（四）违反危险化学品安全管理规定运输危险化学品，危及公共安全的。
机动车所有人、管理人对前款第三项、第四项行为负有直接责任的，依照前款的规定处罚。
有前两款行为，同时构成其他犯罪的，依照处罚较重的规定定罪处罚。
 — 《中华人民共和国刑法》第一百三十三条之一

## 背景与历史
随着经济社会的发展，汽车已经成为日常生活中重要的交通工具。然而随着汽车数量的不断增加，因危险驾驶行为所引发的重、特大恶性交通事故逐年上升，形成了增设“危险驾驶罪”罪名的背景和原因。刑法修正案（八）出台之前，中国刑法在危险驾驶造成严重后果，对于这一行为适用交通肇事罪或以危险方法危害公共安全罪存在分歧。对于仅违反交通运输法规，未造成后果的行为则不适用刑事处罚，适用《道路交通安全法》、《治安管理处罚法》进行行政处罚，但无法达到预防的效果。危险驾驶的行为没有造成实际危害结果不予规制，违背了刑法保护法益的精神与原则，其社会危害性与危害风险需要重新评估。而世界上大多数国家刑法均有设立“危险驾驶罪”相关规定，如德国、英国等国刑法均在公共危险犯罪中规定了与危险驾驶行为有关的犯罪。然而西方国家与中国不同，不设有行政处罚，在中国以行政处罚处理的案件也作为犯罪案件处理，但相应的刑事处罚标准也很低，如罚款及拘留十几日等。
关于增设“危险驾驶罪”罪名的建议早在2009年出现。当时，中国人民大学法学院副院长刘明祥教授表示，数年前在日本新修订的刑法中，出现了“危险驾驶致人死伤罪”的罪名，并建议中国刑法可以借鉴。2010年全国两会期间，全国政协委员、孙伟铭肇事案的辩护律师施杰提交了“关于增加危险驾驶罪的建议”的提案。2010年4月28日，时任国务委员兼公安部部长孟建柱在向全国人大常委会做《国务院关于加强道路交通安全管理工作情况的报告》，提议在《刑法》中增设“危险驾驶机动车罪”，将醉酒驾驶机动车、在城镇违法高速驾驶机动车竞逐等严重危害公共安全的交通违法行为纳入刑法。
2010年8月，第十一届全国人大常委会第十六次会议分组审议了刑法修正案（八）草案。有常委委员提出，应在草案已有规定的基础上，进一步加大对危险驾驶行为的处罚力度，以起到较大教育和震慑作用，并建议及时出台实施细则。任茂东委员说，本条是对醉酒驾驶等置公共安全于危险状态但尚未肇事的行为而设立的独立罪名。该罪名既可以使醉酒驾车、飙车等置公共安全于危险状态的刑事处罚有法可依，又避免了以危害公共安全罪处罚过重的弊端，在重罪与无罪之间设立轻罪，弥补了重罪与无罪之间的间隙，促进了司法上的进步。另外关于追逐竞驶“情节恶劣”的定义也引发争议，任茂东提出建议删除此部分。这一罪名公布后也引发舆论讨论。一名有十余年执法经历的交警表示一旦危险驾驶罪出台，“恐怕要大规模盖监狱”，担忧单是醉酒驾驶的罪犯，可能容不下当时的监狱。
2011年2月25日，第十一届全国人民代表大会常务委员会第十九次会议通过了《中华人民共和国刑法修正案（八）》，并于当年5月1日起施行。修正案第22条提出，对醉酒驾驶机动车，以及追逐竞驶，情节恶劣的行为处以拘役和罚金。
2014年10月，第十二届全国人大常委会第十一次会议对刑法修正案（九）草案进行了初次审议。此次修正草案拟修改危险驾驶罪的法律条款，将“在公路上从事客运业务，严重超过额定乘员载客，或者严重超过规定时速行驶的”以及“违反危险化学品安全管理规定运输危险化学品的”纳入入罪范围。2015年1月，全国人大常委会委员在分组审议上指出，建议将吸食毒品危险驾驶定罪入刑，另外有委员建议驾驶客运车辆时使用手机应规定为犯罪。6月24日，全国人大法律委员会在第十二届全国人大常委会第十五次会议上作关于刑法修正案（九）草案主要问题修改情况的汇报。此次汇报结合上次审议结果，将接送学生的校车严重超员、超速而发生恶性事故，严重危及学生的人身安全，社会影响恶劣的行为列为犯罪。8月29日，第十二届全国人大常委会第十六次会议通过《刑法修正案（九）》，自11月1日起施行。修正案第八条指出，将刑法第一百三十三条之一进行修改，新增“从事校车业务或者旅客运输，严重超过额定乘员载客，或者严重超过规定时速行驶”以及“反危险化学品安全管理规定运输危险化学品，危及公共安全”两种情形，即危险驾驶罪入罪情形由两种增至四种。

## 入罪标准
2013年12月18日，最高人民法院、最高人民检察院、公安部联合发布《关于办理醉酒驾驶机动车刑事案件适用法律若干问题的意见》，明确提及“在道路上驾驶机动车、血液酒精含量达到80毫克/100毫升以上的，属于醉酒驾驶机动车，依照刑法第一百三十三条之一第一款的规定，以危险驾驶罪定罪处罚；同时列明了醉酒驾驶须从重处罚的情形。意见同时规定，以暴力、威胁方法阻碍公安机关依法检查，又构成妨害公务罪等其他犯罪的，依照数罪并罚的规定处罚。2017年4月1日，最高人民法院发布《关于常见犯罪的量刑指导意见（二）（试行）》，提出对于醉酒驾驶机动车的被告人，法院应当综合考虑被告人的醉酒程度、机动车类型、车辆行驶道路、行车速度、是否造成实际损害以及认罪悔罪等情况，准确定罪量刑。《量刑指导意见（二）》提出，对于情节显著轻微危害不大的，不予定罪处罚；犯罪情节轻微不需要判处刑罚的，可以免予刑事处罚。
2015年11月，在修订后的危险驾驶罪相关规定施行后，公安部印发《严重超员、严重超速危险驾驶刑事案件立案标准（试行）》，规定了在道路上驾驶机动车从事校车业务或者公路客运、旅游客运、包车客运，有严重超过额定乘员载客或严重超过规定时速行驶的，且可以立案审查的情形。但该规定是公安部下发的文件，并非严格意义上的法律，也不能定义为司法解释。

## 与其他罪名的区别
虽然危险驾驶罪与交通肇事罪一样，均为实施了违反交通法规的行为，但不同的是造成的危害结果。若造成了一人以上重伤或者直接财产损失三十万元，则以交通肇事罪处罚；若没有造成以上程度的损害，则以危险驾驶罪处罚。而两者的罪过形式也不一样，前者是过失，后者大多是故意，少数情况下也可表现为过失。另外该罪名与以危险方法危害公共安全罪同属危害公共安全罪，但在实务中的区分较为困难，原因是这两种危险驾驶行为，在客观特征上十分相似，从理论上讲，两罪在主观方面都有放任危害结果发生的间接故意，但后罪的主观方面还包括直接故意。一般来说，实务机关会根据行为人的相关因素综合推定是否适用以上三种罪名。对于已经达到危险驾驶程度，但未造成严重后果的，通常按危险驾驶罪定罪；若造成一人以上重伤或者直接财产损失三十万元，则以交通肇事罪处罚；若行为人对造成公共安全危险存在故意时，则同时构成危险驾驶罪和以危险方法危害公共安全罪，应当以以危险方法危害公共安全罪处罚；行为人对造成公共安全存在故意，但行为的危险性尚未达到相当程度的危险性时，只是一般的危险驾驶行为，不能按以危险方法危害公共安全罪处罚；行为人对公共安全造成危险状态仅为过失，一般情况下不能成立危险驾驶罪，达到相当危险如发生致人重伤、死亡或者使公私财产遭受重大损失的后果，则以以危险方法危害公共安全罪处罚。未达到上述危险程度，但发生了交通肇事所要求的实害结果，可依交通肇事罪定罪处罚。

## 案例

### 非醉驾相关
| 涉案主体       | 判决结果 | 情节描述 |
| -------------- | --- | --- |
| 于沐椿、唐问天 | 2015年5月21日，北京市朝阳区人民法院一审判决，被告人于沐椿、唐问天因犯危险驾驶罪，分别被判处4个月及5个月的拘役，并分别处罚金8000元及10000元人民币。 | 2015年4月11日晚上8时51分，北京市朝阳区大屯路隧道北沙滩段发生飙车事故。翌日经警方认定，驾驶人于沐椿、唐问天在大屯路隧道内驾驶的瞬间最高时速超过每小时160公里，两人涉嫌追逐竞驶违法行为。 |

## 相关统计
2020年6月2日，最高人民检察院发布2019年检察机关主要办案数据。数据显示，2019年，全国检察机关以危险驾驶罪起诉的有322041人，首次位居各类刑事犯罪中起诉人数榜首。2020年1月至3月，因应疫情防控影响，危险驾驶罪受理审查起诉人数为50647人，首次出现下降；至同年4月疫情防控形势好转，危险驾驶罪办案量明显增加，4月份时受理人数达32670人，较3月份上升38.7%，与2019年同期（32682人）基本持平；第二季度受理审查起诉危险驾驶罪103186人，环比上升103.7%。2021年有35.1万人因危险驾驶罪被检察机关起诉。2022年虽未有报告具体数字，但起诉人数仍处于发案量首位，判处三年有期徒刑以下刑罚人数占比达到80%以上。

## 争议
“危险驾驶罪”因其粗疏简单及用语含糊，使得该罪的构成要件并不明确，在司法实践中带来了一些问题，造成认定此类犯罪的标准不统一等诸多司法困境。有观点认为，对于醉酒驾驶的入罪门槛过低，打击面过大，不符合宽严相济的刑事政策；此外适用强制措施和办案期限标准不一。另外，根据刑法规定，仅情节恶劣的“在道路上驾驶机动车追逐竞驶”的才构成犯罪，但“情节恶劣”不同于结果犯中的“严重后果”，主要原因是对“犯罪情节”与“犯罪后果”两个概念仍存在混淆。《检察日报》的文章认为，危险驾驶罪的认定要基于三点：根据犯罪故意的不同来判断主观恶性程度、对犯罪构成的客观方面予以明确，以及厘清危险驾驶罪的法定情形及转化情形。